# Medinilla allantocalyx
Medinilla allantocalyx är en tvåhjärtbladig växtart som beskrevs av Regalado. Medinilla allantocalyx ingår i släktet Medinilla och familjen Melastomataceae. Inga underarter finns listade i Catalogue of Life.